# VM i landevejscykling 2028
|  | Denne artikel indeholder information om en fremtidig sportsbegivenhed Der kan forekomme spekulativ information, og indholdet kan ændres dramatisk når arrangementet nærmer sig og mere information bliver tilgængelig. |

VM i landevejscykling 2028 vil blive den 101. udgave af VM i landevejscykling. Det vil foregå i efteråret 2028 i og omkring Forenede Arabiske Emiraters hovedstad Abu Dhabi i Emiratet Abu Dhabi.
Den 3. august 2023 meddelte UCI at verdensmesterskaberne i 2028 for første gang i historien skulle afholdes i Forenede Arabiske Emirater, og for anden gang i Mellemøsten, hvor Doha var vært for VM i landevejscykling 2016.